# Benim
O Benim, oficialmente República do Benim (em francês:  République du Bénin) e anteriormente conhecido como Daomé, é um país da região ocidental da África limitado a norte pelo Burquina Fasso e pelo Níger, a leste pela Nigéria, a sul pela Enseada do Benim e a oeste pelo Togo. A capital constitucional é a cidade de Porto Novo, mas Cotonu é a sede do governo e a maior cidade do país. O país tem 112 622 km² e uma população de 10 milhões de habitantes (2013).
A língua oficial do Benim é o francês, sendo que o fon, bariba, iorubá e dendi também são falados. O maior grupo religioso no Benim é o catolicismo romano, seguido pelo islamismo, vodum e protestantismo. Benim é integrante de várias organizações internacionais, como as Nações Unidas, a Organização para a Cooperação Islâmica, Organização Internacional da Francofonia e Zona de Paz e Cooperação do Atlântico Sul, sendo membro, também, de organizações regionais como a União Africana, Comunidade Econômica dos Estados da África Ocidental, Comunidade dos Estados do Sahel-Saara, Organização Africana de Produtores de Petróleo e a Autoridade da Bacia do Níger.
Pouco se sabe sobre o início da história do Benin. Do século XVII ao século XIX, as principais entidades políticas da zona eram o Reino do Daomé, juntamente com a cidade-estado de Porto-Novo, e uma grande área com muitas nações ao norte. Esta região era referida como Costa dos Escravos já no século XVII devido ao grande número de pessoas que foram sequestradas e traficadas para o Novo Mundo durante o comércio transatlântico de escravos. Com a abolição da escravidão, a França assumiu o controle do país e o renomeou como Daomé Francês. Em 1960, o Daomé conquistou sua independência da França. O estado soberano teve uma história tumultuada desde então, com muitos governos democráticos, golpes militares e governos militares diferentes. Um estado marxista-leninista chamado República Popular do Benim existiu entre 1975 e 1990, até a ascensão da república em 1991. Em meados da década de 1970, o país adotou o atual nome de Benim, em razão de o país ser banhado a sul pela Baía do Benim.

## Etimologia
Daomé é a junção das palavras fons Dã + omei, que significaria terra de Dã, o vodum.
Durante o período colonial e no momento da independência, o país foi conhecido como Daomé. Foi rebatizado em 30 de novembro de 1975 para Benim, refletindo o corpo de água em que o país se encontra – o golfo do Benim – que, por sua vez, tinha ganho o nome do Império do Benim. O estado moderno do Benim não tem ligação direta com a Cidade do Benim da Nigéria moderna, nem com os bronzes do Benim.
O novo nome, Benim, foi escolhido pela sua neutralidade. Daomé foi o nome do ex-Reino do Daomé, que cobria apenas o terço sul do país atual e, portanto, não representa o setor noroeste (Atakora), nem o Reino de Borgu, que cobria o terço nordeste do Benim atual.

## História

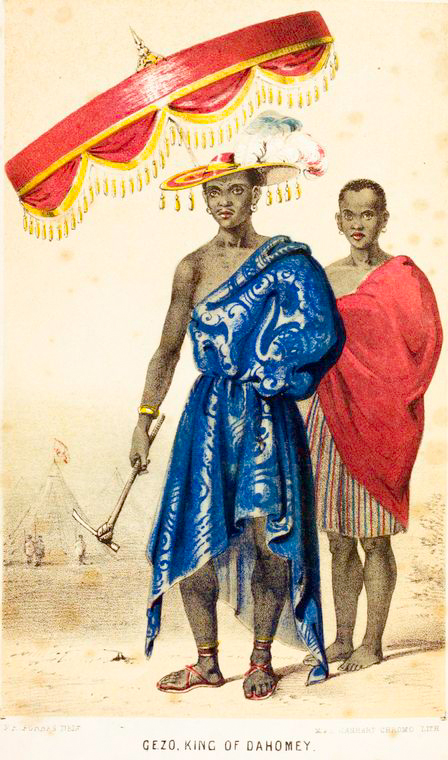
Guezô (1818-1858) foi o 10º rei do Daomé, foi o responsável em transformar o reino em império

O território onde o Benim se situa era ocupado no período pré-colonial por monarquias tribais, das quais a mais poderosa foi a do Reino do Daomé, que foi o primeiro país a reconhecer a independência do Brasil. A partir do século XVII, os portugueses estabeleceram o porto comercial da  São João Batista de Ajudá na atual cidade de Uidá, o que permitiu o crescimento da civilização FON através do comércio de pessoas negras escravizadas por armas de pólvora. As pessoas negras capturadas, em sua maioria iorubás de incursão dos Fons ao interior, eram vendidos para o Brasil e para o Caribe. No século XIX, a França, em campanha para expandir o seu império ultramarino e sem ter mais interesse nos acordos comerciais de pessoas escravizadas que estabelecera com o Daomé, entra em guerra com o mesmo. Em 1892, o Império do Daomé é subjugado e o país torna-se protetorado francês, com o nome de Daomé Francês.
No tratado franco-alemão de 1897 e no anglo-francês de 1898 ficaram fixos os limites definitivos da colónia. Em 1904 integra-se na África Ocidental Francesa. O atual país é o resultado artificial da expansão colonial francesa que uniu os antigos reinos fons (Daomé e Porto Novo) com numerosos povos do interior, formando a colónia de Daomé.

### Independência
O país conseguiu a independência da França em 1 de agosto de 1960 (tal como muitos outros países africanos nessa década), sob a denominação de Daomé (Dahomey). O seu primeiro presidente foi Hubert Maga, que foi destituído três anos depois. A partir de 1963, o país mergulha na instabilidade política, com seis sucessivos golpes militares.

### Período marxista
Em 1972, um grupo de oficiais subalternos tomou o poder e instituiu um regime de esquerda, liderado pelo major Mathieu Kérékou, que governaria até 1990. Kérékou nacionalizou companhias estrangeiras, estatizou empresas privadas de grande porte e criou programas populares de saúde e educação. A doutrina oficial do Estado nessa altura foi o marxismo-leninismo, mas a agricultura e o comércio permaneceram em mãos privadas. Em 1975, o país passaria a designar-se República Popular do Benim.
O regime da República Popular do Benim sofreu importantes transformações durante a sua existência: um breve período nacionalista (1972-1974); uma fase socialista (1974-1982); e uma fase de abertura aos países ocidentais e ao liberalismo económico (1982-1990).
Foram postos em prática extensos programas de desenvolvimento económico e social, mas os resultados foram mistos. Em 1974, sob a influência de jovens revolucionários - os "Ligueurs" - o governo embarcou num programa socialista: nacionalização de sectores estratégicos da economia, reforma do sistema educativo, estabelecimento de cooperativas agrícolas e novas estruturas governamentais locais, e uma campanha para erradicar as "forças feudais", incluindo o tribalismo. O regime proíbe as actividades de oposição.
O regime político entra em crise na década de 1980, e o governo recorre a empréstimos estrangeiros. Uma onda de protestos, em 1989, leva Kérékou a promover uma abertura política e econômica. Com a instituição do pluripartidarismo, surgem mais de cinquenta partidos. Nicéphore Soglo, chefe do governo de transição formado em 1990, é eleito presidente em 1991.

### Tempos recentes
Em 5 de março de 2006, realizaram-se eleições presidenciais consideradas livres e justas. A corrida foi a um segundo turno, disputado entre Yayi Boni e Adrien Houngbédji. O segundo turno realizou-se em 19 de março, e foi ganha por Boni, que tomou posse em 6 de abril. O êxito do sistema multipartidário no Benim foi louvado internacionalmente. O país é considerado como um modelo de democracia em África, mas a sua instituição é ainda muito recente.

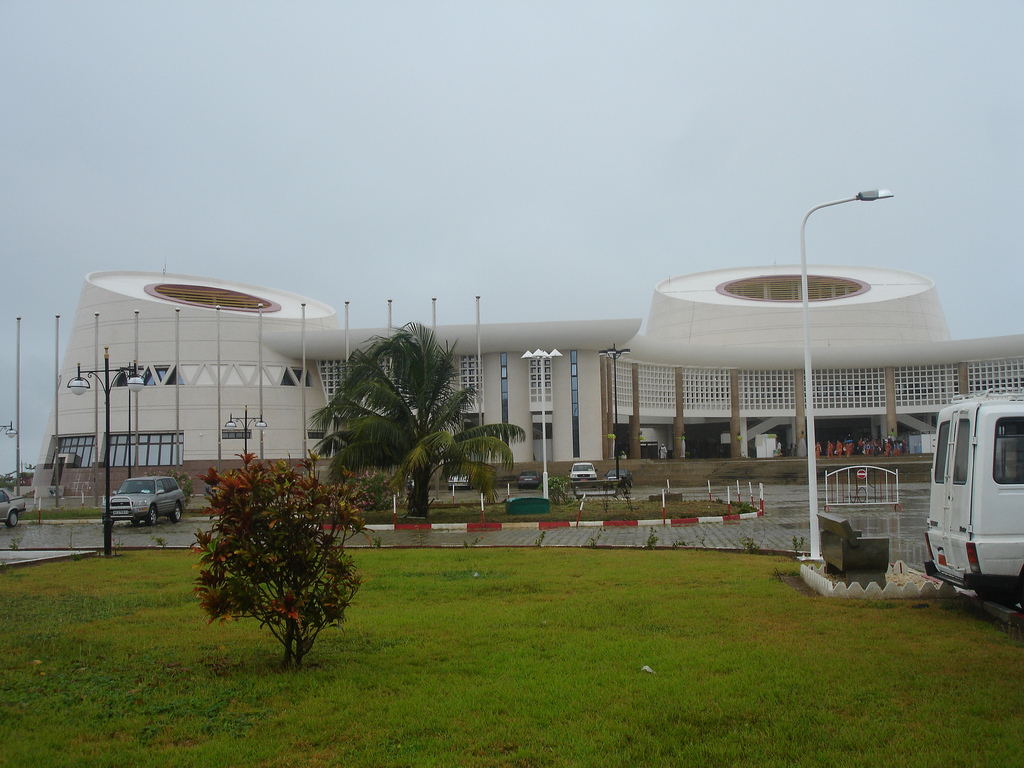
Palácio do Congresso em Cotonu

## Geografia
Em seu estreito de norte a sul da África Ocidental fica entre a Linha do Equador e o Trópico de Câncer. O país tem uma área de 112 620 km² que estende desde o rio Níger a norte com o Oceano Atlântico, no sul, com uma distância de 700 km. Seu ponto mais largo de leste a oeste é de 325 km e sua faixa litorânea é de 121 km. É um dos menores países do continente africano, oito vezes menor que seu vizinho a leste, a Nigéria, mas o dobro do seu vizinho a oeste, o Togo. O monte mais alto do país situa-se sobre a fronteira Benim-Togo, o monte Sokbaro.
A altitude do Benim é quase a mesma para todo o país, com uma média de 200 m. A maior parte da população vive nas planícies costeiras do sul, onde se localizam também as maiores cidades, incluindo Porto Novo e Cotonu. O norte do país consiste principalmente em savana e terras altas semiáridas.
O clima é quente e úmido, com relativamente pouca chuva anual, se bem que existam duas estações chuvosas (abril a julho e de setembro a novembro).

## Demografia
A maioria da população do Benim vive no sul. A população é jovem, com uma expectativa de vida de 59 anos. Cerca de 42 grupos e subgrupos étnicos africanos vivem neste país, esses vários grupos liquidados no Benim em tempos diferentes e também migraram dentro do país. Os grupos étnicos incluem os iorubás no sudeste (migrado da Nigéria no século XII), o Dendi na região norte-central (eles vieram de Mali no século XVI), o Bariba e fulas (em francês: Peul; Fula: Fulɓe) no nordeste, o Betamaribe e o Somba na Faixa de Atacora, o fons na área em torno de Abomei no Sul Central e da Mina, Xueda, e ajas. (que veio de Togo), na costa.
Alguns dados sobre a demografia do país:
- População: 10 008 749  em 2013;
- Gentílico: beninense[19] (beninois, em língua francesa);
- Grupos étnicos: fons 39%, gouns 12%, baribas 12%, adjas 10%, sombas 4%, aizos 3%, minas 2%, dendis 2%, outros 4% em 1996.
- Idiomas: francês (oficial), bariba, fula, fon, iorubá.
- Religiões: religiões tradicionais africanas 47%, cristianismo 38% (católicos 24,6%, outros 14,2%), islamismo 20,4%, sem religião e ateísmo 0,3%, outras 0,3% em 2005.

### Religião

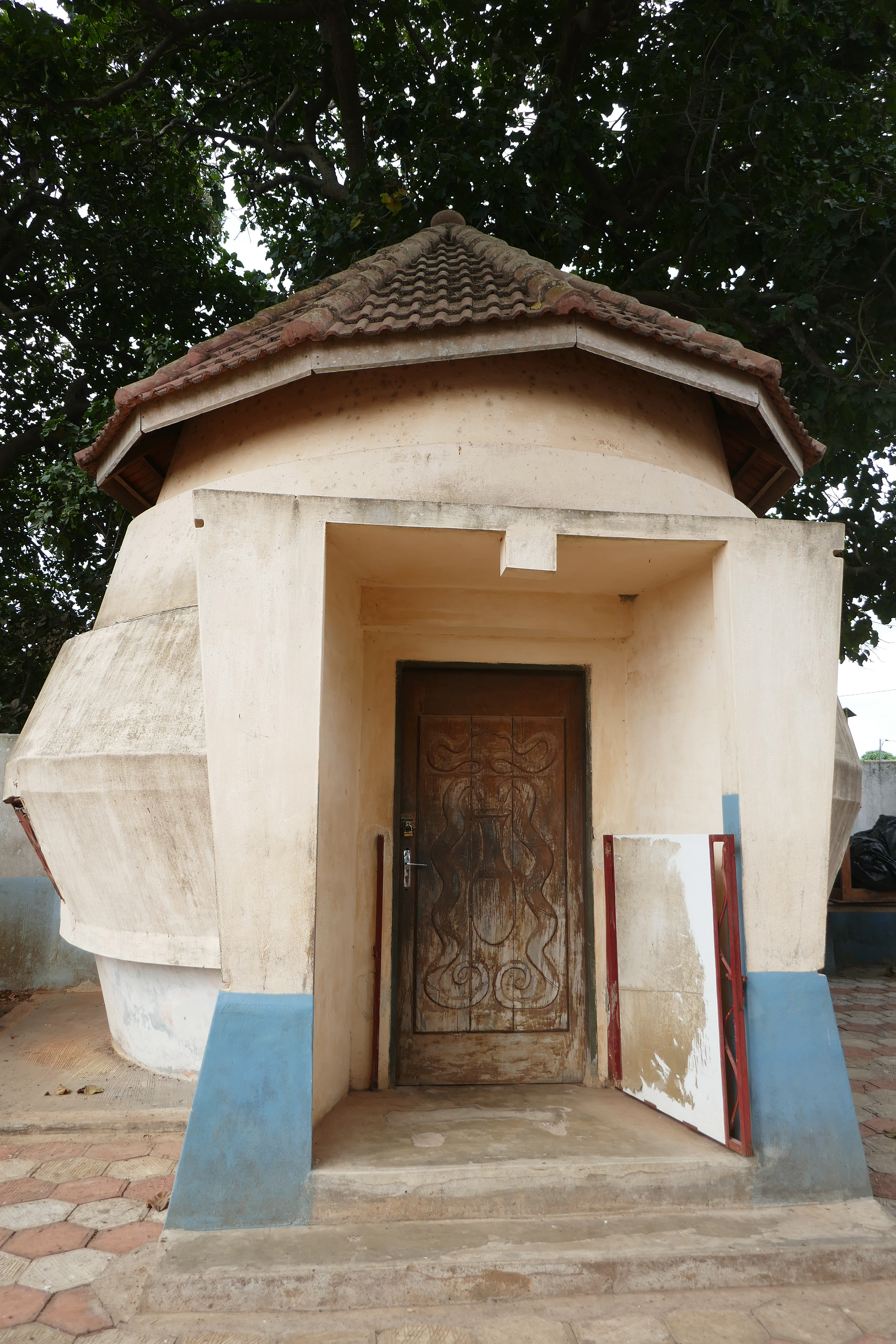
Templo vodum das Pythons em Uidá, o qual é em honra de Dã, conhecido no Brasil como Dã

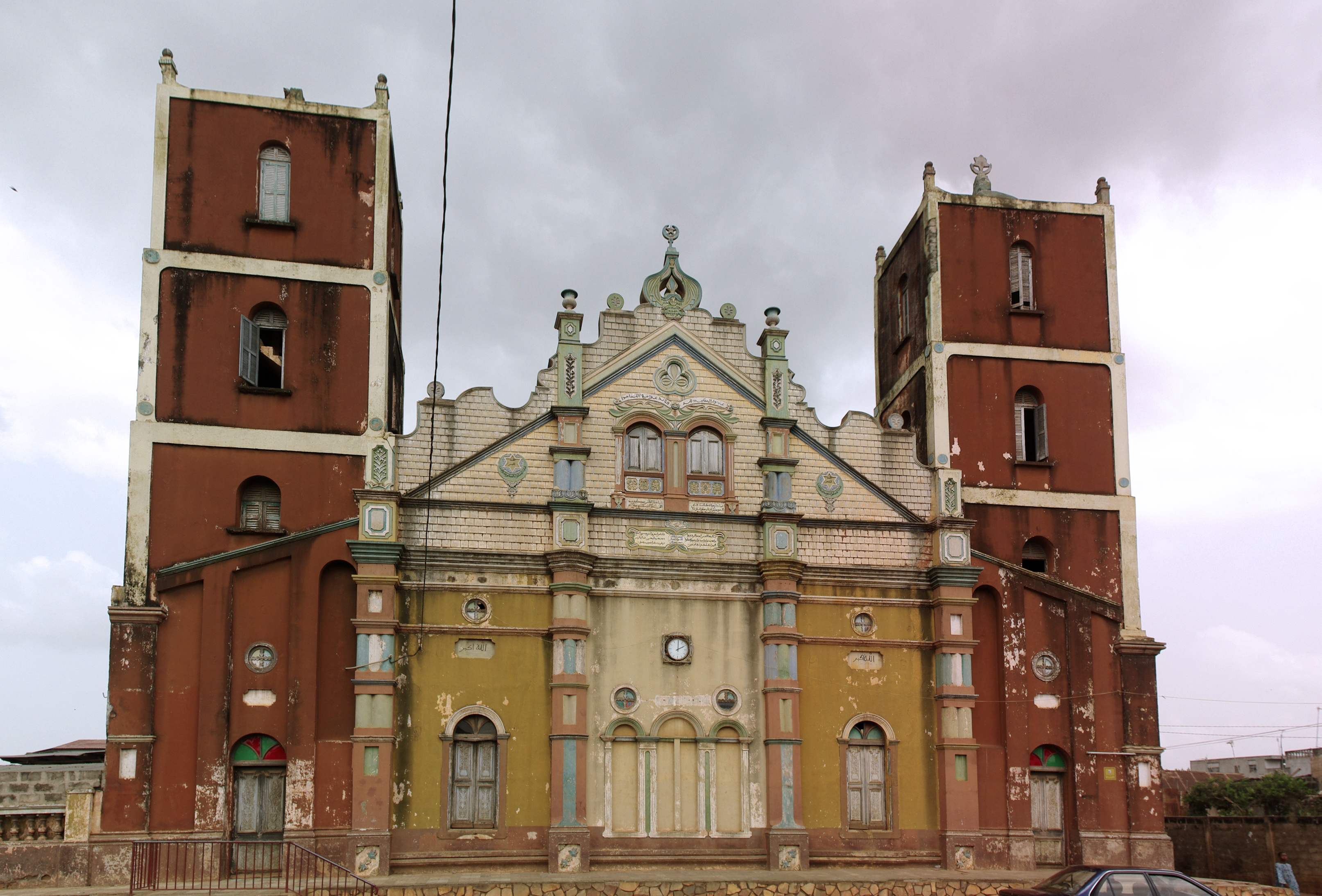
Grande Mesquita de Porto Novo em estilo barroco construída por retornados brasileiros, Agudás

Segundo o Censo de 2002, 27,1% da população do Benim é católica romana, 24,4% é muçulmana, 17.3% pratica vodum, 5% é celestial cristã, 3,2% metodista, 7,5% segue outras denominações cristãs, 6% outros grupos religiosos tradicionais locais, 1,9% outros grupos religiosos, e 6,5% reivindicam não ter filiação religiosa.
Religiões indígenas locais incluem religiões animistas em Atakora (províncias Atakora e Donga) e Vodum e Orixá venerados entre os iorubás e Tadô no centro e sul do país. A cidade de Uidá na costa central é o centro espiritual do vodum beninense.
As maiores religiões introduzidas são o Islamismo, pelo Império Songai e comerciantes hauçás, e agora seguido por todo Alibori, Borgou, e províncias Donga, bem como entre os iorubás (que também seguem o cristianismo), e Cristianismo, seguido por todo o sul e centro do Benim e em Otammari país no Atakora. Muitos, contudo, continuam mantendo crenças dos Voduns e Orixás e incorporaram no Cristianismo o panteão de vodum e Orixá.
Acredita-se que vodum (ou "vudu", como é vulgarmente conhecido no Brasil) tem origem no Benim e foi introduzido nas ilhas do Caribe e em partes da América do Norte por escravos tomados desta área específica da Costa dos Escravos. A religião indígena é praticada por cerca de 60% da população. Desde 1992 o vodum tem sido reconhecido como uma das religiões oficiais do país e é comemorado em 10 de janeiro, como um feriado nacional, o Dia Nacional do vodum.

## Política

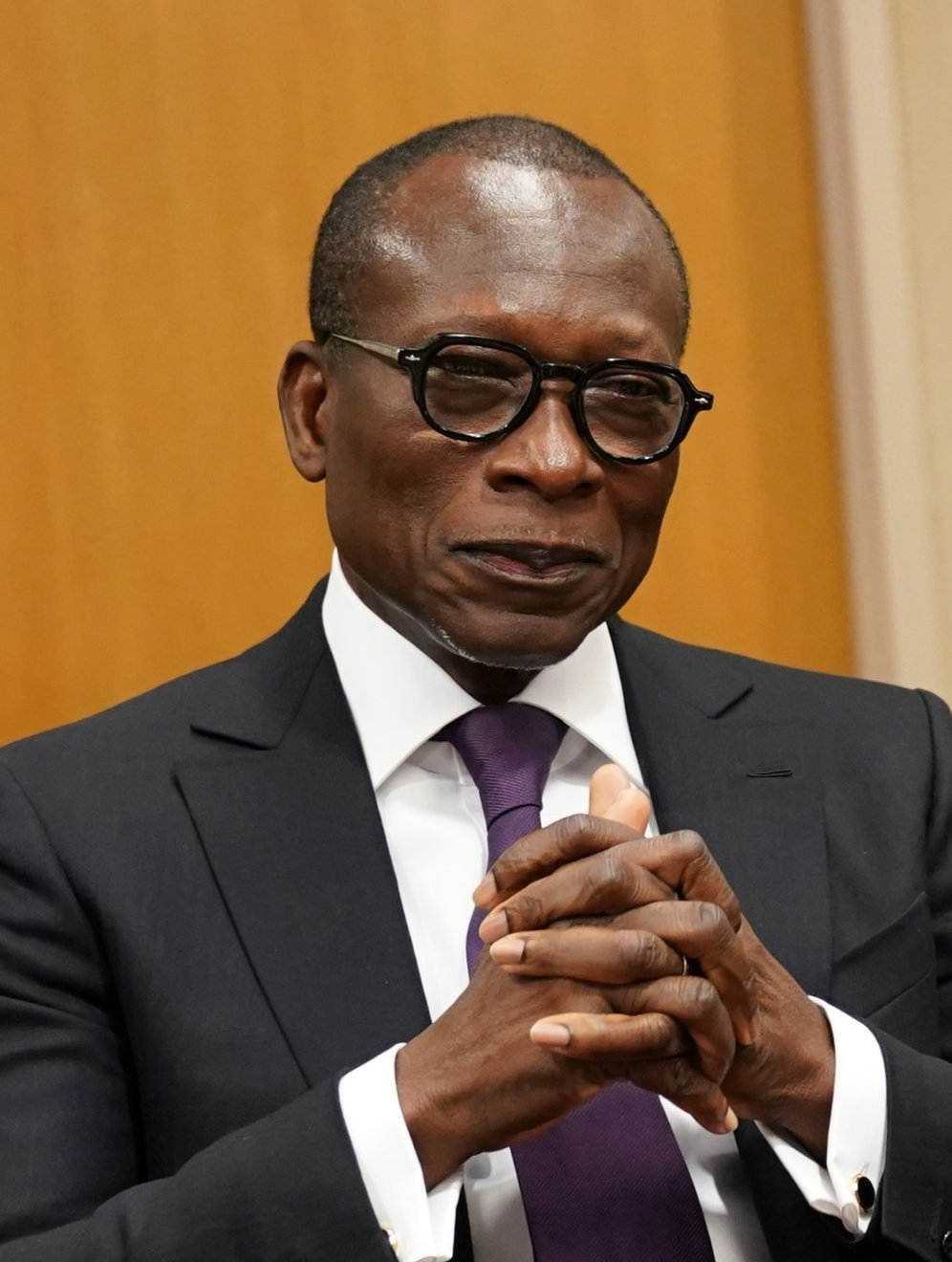
Patrice Talon, atual Presidente do país.

A política do Benim realiza-se em um quadro de uma república democrática representativa presidencial, pelo qual o Presidente da República é tanto chefe de estado como o chefe do governo, e de um sistema multipartidário. O poder executivo é exercido pelo governo, o poder legislativo é atribuído a ambos governo e Assembleia Legislativa do Benim. O poder judiciário é independente do executivo e da Assembleia Legislativa. O atual sistema político é derivado da Constituição do Benim de 1990 e da posterior transição para a democracia em 1991.
- Governo: República presidencialista.
- Presidente: Patrice Talon (desde 2016).
- Partidos políticos: União pelo Benim do Futuro (UBF),

Renascimento do Benim (RB), Partido da Renovação Democrática (PRD), Movimento Africano pela Redemocratização e o Progresso (Madep), entre outros.
- Poder legislativo: unicameral - assembleia nacional com 84 membros.

## Subdivisões

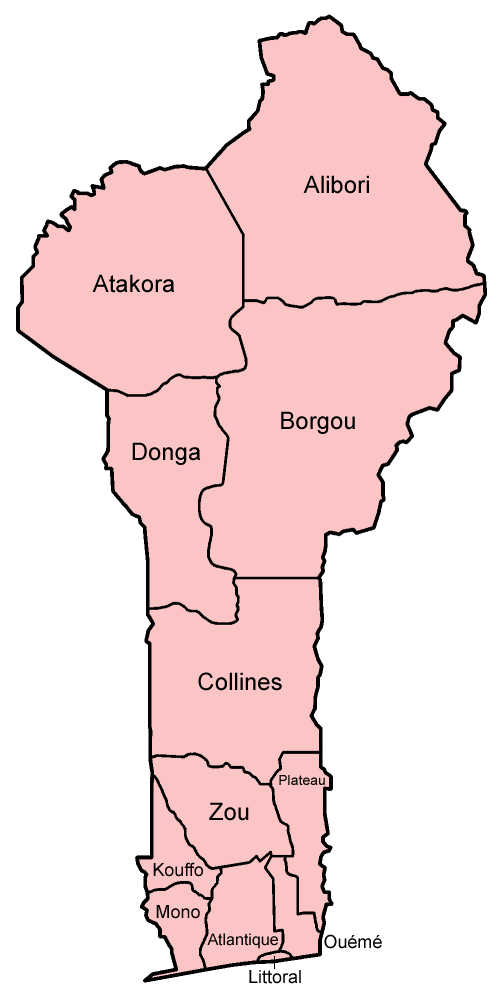
Departamentos do Benim

O Benim está dividido em doze departamentos que, por sua vez, estão subdivididos em 77 comunas. As comunas encontram-se divididas em aldeias ou distritos, sendo que este último pode ser considerado tanto urbano quanto rural.
Em 1999, os seis departamentos até então existentes foram desmembrados cada um em duas metades, formando os atuais doze departamentos administrativos. As capitais dos seis departamentos surgidos em 1999 foram definidas oficialmente em 2008. No fim da década de 1990, as subdivisões do país passaram a ser designadas de "departamentos", sendo que antes a nomenclatura utilizada era "província".
- Alibori
- Atakora
- Atlantique
- Borgou
- Collines
- Donga
- Kouffo
- Littoral
- Mono
- Oueme
- Plateau
- Zou

## Economia

Principais produtos de exportação do Benim em 2019.

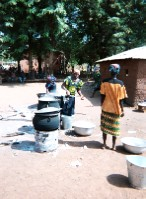
Cena típica beninense

A economia do Benim é fortemente dependente da agricultura de subsistência, da produção de algodão e do comércio regional. A comercialização do algodão representa cerca 40% do Produto interno bruto (PIB) beninense, além de 80% das receitas oficiais de exportação. [60] O crescimento da produção real do algodão foi, em média, cerca de 5% nos últimos anos. A inflação tem diminuído nos últimos anos. Como moeda, o Benim usa o franco CFA, que está indexado ao euro.
A economia do Benim continuou a fortalecer-se nos últimos anos, com um crescimento real do PIB estimado em 5,1 e 5,7 por cento em 2008 e 2009, respectivamente. O principal impulsionador do crescimento é o setor agrícola, enquanto os serviços continuam a contribuir com a maior parte do PIB, em grande parte devido à localização geográfica do Benim, permitindo atividades de comércio, transporte, trânsito e turismo com seus estados vizinhos. As condições macroeconômicas gerais do Benin foram positivas em 2017, com uma taxa de crescimento de cerca de 5,6 por cento. O crescimento econômico foi em grande parte impulsionado pela indústria de algodão do Benim e outras culturas de rendimento. A produção e o processamento de cajus e abacaxis têm um potencial comercial substancial. O Porto de Cotonou serve como principal via comercial no país, detendo uma localização privilegiada em África. Em 2017, o Benim importou cerca de US $ 2,8 bilhões em mercadorias como arroz, carne e aves, bebidas alcoólicas, materiais plásticos para combustível, máquinas especializadas de mineração e escavação, equipamentos de telecomunicações, veículos de passageiros e produtos de higiene pessoal e cosméticos. As principais exportações são algodão descaroçado e sementes de algodão, caju, manteiga de carité, óleo de cozinha e madeira serrada, além de produtos têxteis e artesanais.
O país começou a produzir uma quantidade modesta de petróleo em outubro de 1982. A produção foi cessada em anos recentes devido ao esgotamento das reservas, mas a exploração de locais novos é questão de tempo.
Uma frota modesta de barcos fornece peixes e outros alimentos marinhos para a subsistência local e para exportação, principalmente para a Europa.
As atividades comerciais antes controladas pelo governo foram privatizadas. As empresas de pequeno porte do Benim estão nas mãos de conterrâneos enquanto as de grande porte, em sua maioria, estão nas mãos de estrangeiros, principalmente franceses e libaneses.

### Turismo

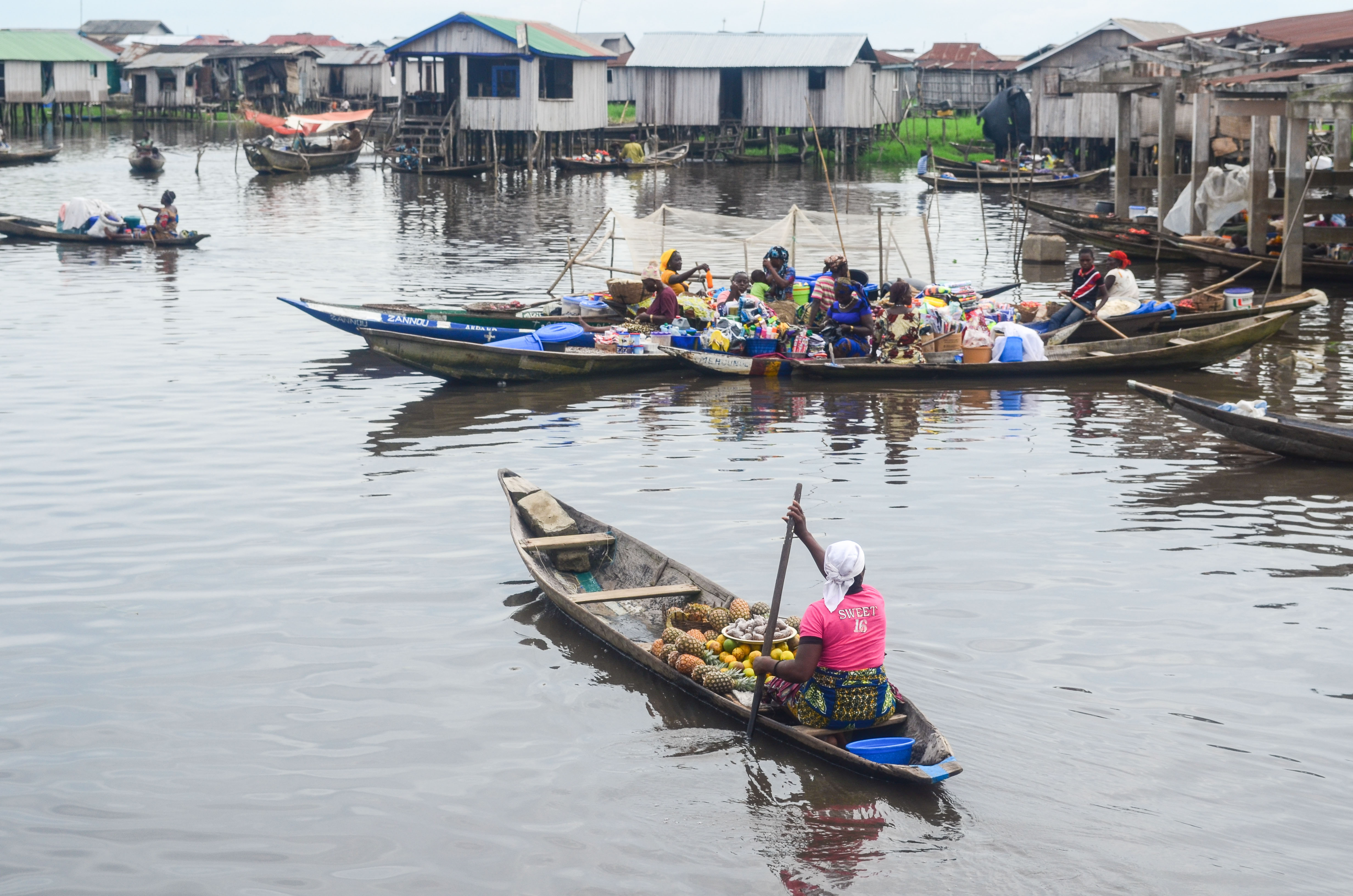
Cidade das águas, Ganvie

As cidades de maior destaque turístico são:
- Uidá: onde havia o portal do não retorno, onde os escravos eram enviados para as Américas, e o templo das Cobras, em homenagem a Dã, o vodum, conhecido no Brasil como Oxumarê.
- Ganvie: Cidade no meio de um lago que foi construída por pessoas fugindo de caçadores de escravos, e ergueram casas e esconderijos em locais de difícil acesso do lago
- Abomei: Antiga capital do Daomé, ainda tem o palácio real
- Porto Novo: Uma das capitais do país, tem uma curiosa mesquita em estilo barroco-brasileiro erguida por ex-escravos brasileiros deportados após a Revolta dos Malês.[29]Palácio real de Abomei

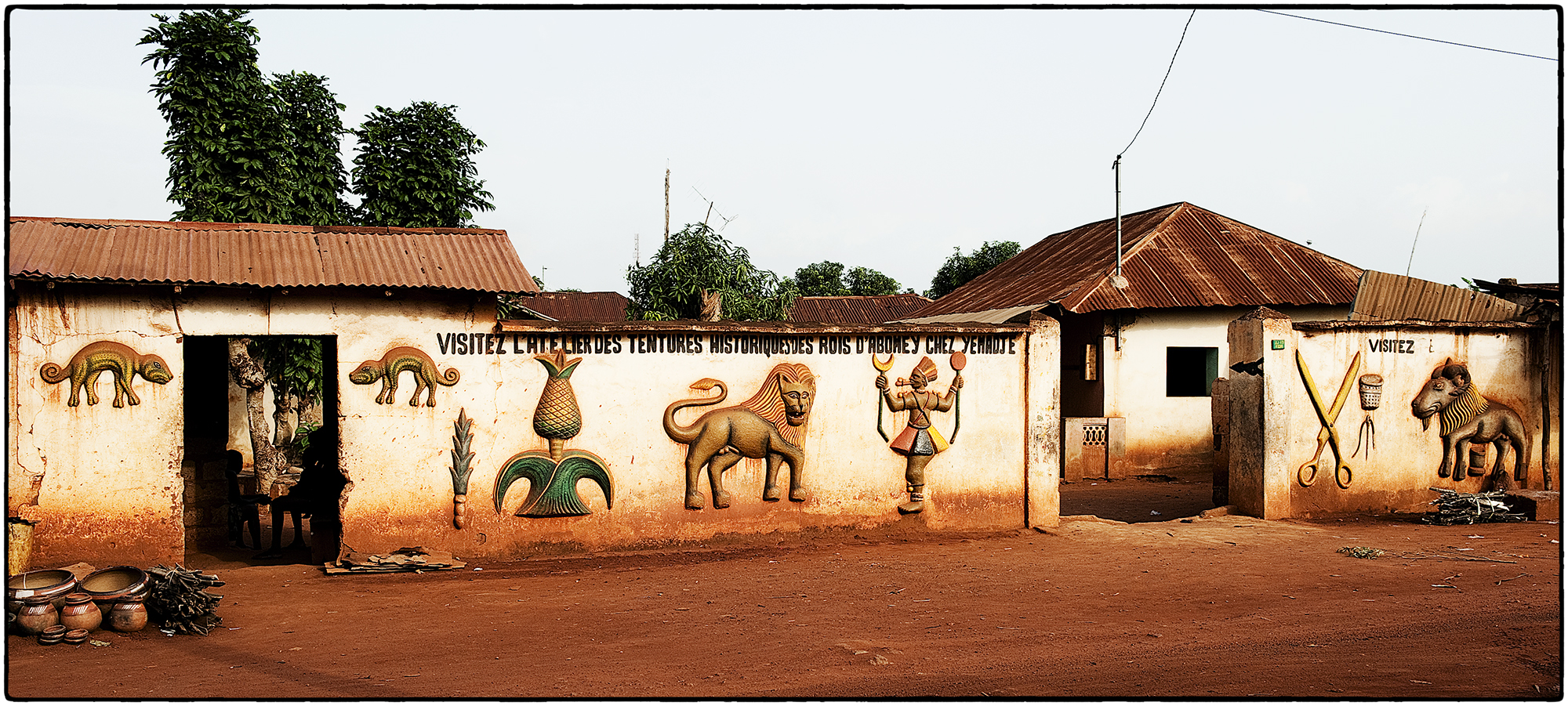
Palácio real de Abomei

## Esporte
O Futebol é um dos esportes mais populares do mundo, e é muito apreciado no Benim. Os principais campeonatos de futebol disputados no país são: o Campeonato Beninense de Futebol e a Copa do Benim de Futebol. Mas apesar da prática no país, os principais jogadores desse esporte jogam em equipes estrangeiras. Fato esse comprovado pela lista de atletas convocados para atuar pela seleção do país, onde raramente encontra-se nomes de atletas que atuam no país.